# Gina Alice Stiebitz
Gina Alice Stiebitz (Berlín, 1997) és una actriu alemanya, reconeguda per la seva participació en les sèries de televisió Wie erziehe ich meine Eltern? i Dark, i per aparèixer en la pel·lícula de 2010 Womb.

## Carrera
Va iniciar la seva carrera l'any 2010 amb una participació en la pel·lícula de Benedek Fliegauf Womb i en la sèrie de televisió Wie erziehe ich meine Eltern?, en la qual va interpretar el paper de Konstanze Mittenzwey. Un any després va encarnar a Juliane Noak en la sèrie In aller Freundschaft. El 2016 va aparèixer en les produccions per a televisió Familie Dr. Kleist i Großstadtrevier, abans d'aconseguir reconeixement internacional el 2017 per la seva interpretació de Franziska Doppler, una jove rebel que vol escapar del poble on viu amb la seva família en la sèrie Dark. A partir de llavors ha aparegut en altres sèries de televisió del seu país i el 2019 va anunciar que repetiria el seu paper com Franziska en la segona temporada de Dark, estrenada en Netflix al juny d'aquest any.

## Filmografia

### Televisió
- 2019 - Der Alte
- 2019 - SOKO München
- 2018 - Neben der Spur
- 2018 - In aller Freundschaft - Die jungen Ärzte
- 2017 - 2019 - Dark
- 2017 - Großstadtrevier
- 2017 - Alles Klara
- 2016 - Familie Dr. Kleist
- 2014 - Ich will dich
- 2011 - In aller Freundschaft
- 2010 - Wie erziehe ich meine Eltern?

### Cinema
- 2010 - Womb